# Morpho albiconjuncta
Morpho albiconjuncta är en fjärilsart som beskrevs av Le Moult 1926. Morpho albiconjuncta ingår i släktet Morpho och familjen praktfjärilar. Inga underarter finns listade i Catalogue of Life.